# Taikai Uemoto
Taikai Uemoto (上本 大海 Uemoto Taikai?), född 1 juni 1982 i Kagoshima prefektur, är en japansk fotbollsspelare.
Uemoto började sin karriär 2001 i Júbilo Iwata. Med Júbilo Iwata vann han japanska ligan 2002 och japanska cupen 2003. 2005 flyttade han till Oita Trinita. Han spelade 127 ligamatcher för klubben. Med Oita Trinita vann han japanska ligacupen 2008. 2010 flyttade han till Cerezo Osaka. Efter Cerezo Osaka spelade han för Vegalta Sendai, V-Varen Nagasaki och Kagoshima United FC. Han avslutade karriären 2017.